# 生物素

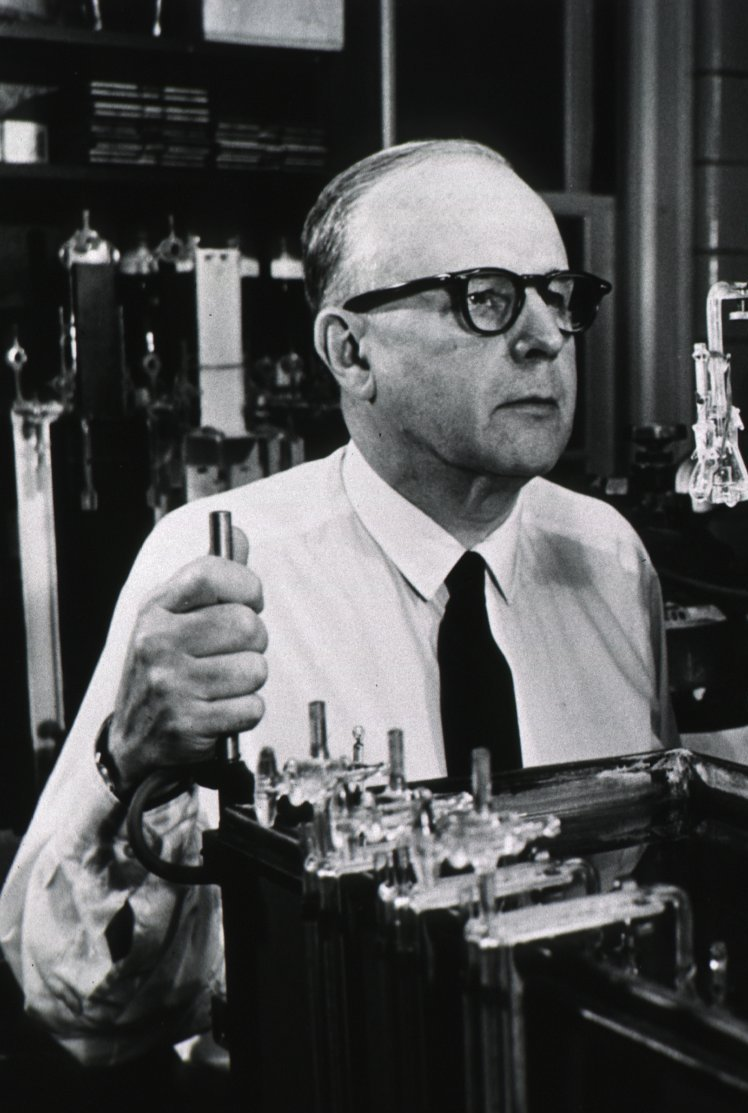
Dean Burk，美国生物化学家，生物素的共同发现者。

生物素（Biotin）为维生素B群之一，又稱維生素H、維生素B7、輔酶R（Coenzyme R）等。
生物素在肝、肾、酵母、牛乳中含量较多，是生物体固定二氧化碳的重要因素。容易同鸡蛋白中的一种蛋白质卵白素（Avidin）结合，大量食用生蛋白可阻碍生物素的吸收导致生物素缺乏，如脱毛、体重减轻、皮炎等。由於其缺乏症極少發生，一般也常直接稱之為生物素。
生物素在脂肪合成、糖質新生、天門冬胺酸等生化反應途徑中扮演重要角色。

## 发现
1901年，尤金·怀尔迪尔斯（Eugene Wildiers）发现一种促进酵母生长的物质，命名为“生物活素”（bios）。1933年美国生物化学家富兰克林·埃尔默·艾利森（Franklin Elmer Allison）等人从豆类根瘤菌中分离出一种固氮菌，命名为“辅酶R”。1936年，德国化学家弗里茨·科戈和本诺·腾尼斯从煮熟的蛋黄中分离出一种结晶物质可以促进酵母生长，称之为“生物素”（biotin）。1937年，美国科学家保罗·格约尔吉发现一种能防治由生蛋清喂养大鼠引起的皮炎的物质，因此用德文中皮肤Haut的首字母，命名为“维生素H”。1940年格约尔吉及其同事通过实验证实，生物活素、辅酶R、生物素、维生素H为同一种物质。1942年，美国生物化学家文森特·杜·维格诺德等人发现了生物素的化学结构。维生素H因属于维生素B族，又是第七个被发现，故又名维生素B7。

## 生物化學
對熱、光、酸安定，對鹼則不安定。為羧基轉移酶的輔酶。以生物素為轉移酶的酵素稱為生物素酶（biotin enzyme），包含與醣類代謝相關的丙酮酸羧化酶、與脂肪酸代謝相關的乙醯輔酶A羧化酶及丙醯輔酶A羧化酶、與白胺酸代謝相關的3-甲基巴豆醯輔酶羧化酶（3-methylcrotonyl CoA carboxylase）等。

## 應用
雞蛋中的卵白素會與生物素進行幾乎不可逆的強烈結合，利用此特性可將生物素與標靶分子結合，並以卵白素檢驗之。另外亦有生物化學研究用試劑、癌症等的檢驗試劑，以及將單株抗體與化學療法藥物結合以直擊癌細胞的靶向治療製劑等應用。

## 攝取
成人每日建議攝取量為45μg，第七版日本人營養需求訂之為30μg。由於可被腸道菌群合成，在正常飲食的情況下並不會發生缺乏症。富含生物素的食材有酵母、肝臟、豆類、蛋黃等。生物素的利用效率根據食品的不同而相異，尤其是小麥中的生物素幾乎無法被人體利用。以營養補充品而言，生物素與其它維他命不同的是，在日本藥事法中其並不被認可為營養機能食品以外的項目，且每錠中的含量上限訂為500μg。
因服用抗細菌藥造成腸道菌群的變化可能導致缺乏症。另外，生物素會與生蛋白中的卵白素強烈結合，進而阻礙其吸收，故大量食用生蛋白亦可能導致缺乏症。此時的缺乏症稱為蛋白障礙。若每日攝取10個以上的生蛋即有發生蛋白障礙的可能。缺乏症的症狀如下：
- 白髮、脫髮、濕疹或炎症等皮膚症狀
- 皮膚或黏膜變灰或掉屑
- 結膜炎
- 肌肉痠痛
- 疲勞
- 食慾不振
- 味覺異常
- 血糖上升
- 精神疾病
- 天門冬胺酸下降

過量症狀如下：
- 根據至今進行的動物研究，懷孕中母親陷入生物素缺乏的胎兒，有幾乎100%的機率會誘發畸形，如唇顎裂、海豹肢症、內臟缺陷等。而在動物實驗中大量攝取生物素時會使其累積在胎兒身上，並可能造成畸形的誘發。
- 造成失眠。

## 疾病與生物素

### 先天性生物素缺乏症的原因
先天性的生物素缺乏症大致上可分為生物素酶缺乏症與全羧基化酶合成酶缺乏症兩種，兩者皆屬於常染色體遺傳疾病。前者乃是缺乏生物素酶導致生物素無法被人體回收再利用；後者則是催化生物素與羧酶蛋白反應的酵素無法活性化導致的缺乏症。

### 後天性生物素缺乏症的原因
若胎兒出生時「繼承」了母親腸道內以壞菌占優勢的細菌叢 ，或母乳中缺乏生物素，即有可能會造成生物素缺乏症。日常生活中若接觸過量的菸、酒、乳製品、生蛋白等，或由於頻繁的下痢、抗細菌藥或心理壓力等造成腸道菌叢的組成異常，又或施打全營養靜脈注射、洗腎，及長期服用胜肽奶粉（幼兒）、部分抗癲癇藥物及鎮痛藥等，皆可能造成生物素的缺乏。雖然蛋黃中含有生物素，但都是與卵白素或離胺酸等蛋白質結合的型態，而穀物中含有的生物素無法被人體吸收，故由食物中攝取的生物素難以被人體利用。與此相對地，腸道菌叢產生的生物素則被稱為活性型或游離型。
生物素易發生多種藥物相互作用，服用前必須諮詢醫師，提供正在服用的藥品資訊。生物素亦常與日常飲食發生相互作用，如過量食用乳製品或生蛋白皆會減弱生物素的效力。而吸菸及二手菸也會使生物素失去藥效，飲酒則會大量消耗體內的生物素，服藥時應積極避免。另外，內服類固醇會惡化生物素的缺乏症，導致症狀無法改善與治癒，此時將類固醇改以外用為佳。

### 因生物素缺乏導致的疾病
生物素缺乏導致的發病機制有數種。如脾臟細胞的免疫系統活性各自發生異常（免疫球蛋白A或G等）、免疫力低下使得已經平息的症狀復發、持續食用高升糖指數（GI值）的食品造成胰島素抗性增加，以及免疫球蛋白E具有異常的反應素活性等。生物素缺乏症的患者與健康者相較之下，生物合成的胰島素也較少。由於生物素是丙酮酸羧化酶的輔酶，其缺乏時亦會造成乳酸性酸中毒等現象。

### 皮膚病與生物素
生物素具有產生消炎物質來緩解過敏症狀的作用。另外其亦與蛋白質生成有關，可活性化皮膚細胞，促進老廢物質的排除，讓皮膚的機能維持正常。皮膚病中較具代表性的異位性皮膚炎和掌蹠膿疱症有時也使用生物素來治療。而生物素能提高膠原蛋白與神經醯胺（ceramide）等物質的生物合成，可促進骨骼發炎或變形相關疾病的治癒。

#### 糖尿病與生物素
生物素缺乏症與風濕、乾燥綜合症、克隆氏症等結締組織免疫性疾病，以及第1型與第2型糖尿病皆有關連。生物素的缺乏若惡化，將導致胰島素的分泌極度低下。而生物素的服用已知可改善胰島素抗性、黏膜炎、皮膚病與血糖值等異常。

## 外部連結
- Biotin - Biocytin (Brewer's YeastBiotin Complex)